# Mydas evansorum
Mydas evansorum är en tvåvingeart som beskrevs av Welch 1991. Mydas evansorum ingår i släktet Mydas och familjen Mydidae. Inga underarter finns listade i Catalogue of Life.